# Сромовце-Вишні
Сромовце-Вишні (пол. Sromowce Wyżne) — село в Польщі, у гміні Чорштин Новотарзького повіту Малопольського воєводства.
Населення — 1223 особи (2011).
У 1975-1998 роках село належало до Новосондецького воєводства.

## Демографія
Демографічна структура станом на 31 березня 2011 року:
|          | Загалом | Допрацездатний вік | Працездатний вік | Постпрацездатний вік |
| -------- | ------- | ------------------ | ---------------- | -------------------- |
| Чоловіки | 594     | 145                | 391              | 58                   |
| Жінки    | 629     | 180                | 339              | 110                  |
| Разом    | 1223    | 325                | 730              | 168                  |